# Epopia
 (février 2019).
Epopia, anciennement Rêve aux lettres, est une entreprise strasbourgeoise, née en 2013. Elle propose un concept d'abonnement d'enfants à des histoires interactives épistolaires, afin de faire lire et écrire ceux-ci.

## Principe
Le but de l'entreprise est de faire lire et écrire les enfants. Le système choisi est un abonnement à une série de courriers qui proposent aux enfants différents types d'aventures épistolaires ; ceux-ci, recevant un courrier qui les implique dans un univers fictionnel, doivent y répondre pour recevoir la suite de leur histoire,. Le récipiendaire des courriers peut être un enfant, ou parfois toute une classe.
L'enfant est placé lors de son inscription dans un poste-clef de l'univers qu'il a choisi ; le niveau de langue est choisi pour s'adapter à son âge. Le prix de l'abonnement est fonction de la durée de celui-ci, de trois mois à une année. À l'issue de l'aventure, l'enfant, pour certains abonnements, reçoit le livre relatant ses aventures. 
Il existe actuellement 4 univers pour plonger les enfants au cœur d'une aventure épistolaire : Mon Royaume, Ma Réserve Naturelle, Ma Mission Dinosaures et Les Schtroumpfs et le Nuage Magique. 

## Historique
La société est créée sous le nom Rêve aux lettres en 2013 par Rémy Perla.
Les premières embauches ont lieu en 2015 ; à cette date, la start-up se voit octroyer un prêt de 30 000 €, puis à nouveau 100 000 la même année, par l'association Entreprendre Alsace.
En 2016, Epopia remporte un prix du concours Lépine (le prix Eurodistrict Strasbourg-Ortenau). À cette date, elle compte déjà 15 000 enfants abonnés dans quarante-cinq pays. La gestion de tous les courriers d'enfants oblige la société à se doter d'un logiciel capable d'automatiser partiellement la personnalisation du courrier envoyé aux lecteurs. Ce logiciel s'appelle LIREC.
En 2016, le service propose une histoire à thématique médiévale ; puis viennent s'ajouter en 2017 et 2018 une thématique animalière et une sur les dinosaures. L'ambition affichée par Epopia est de proposer une histoire supplémentaire chaque année. Début 2018, ce sont environ huit cents lettres hebdomadaires qui arrivent de 65 pays différents. Mi-2018, la société compte vingt employés et réalise un chiffre d'affaires annuel de 700 000 €.
Fin 2018, alors que l'entreprise compte environ 40 000 abonnés, elle réalise une levée de fonds d'1,5 million d’euros afin de lui permettre de se développer, notamment à l'international, les courriers n'étant envoyés à cette date qu'en langue française,.
En 2021, un partenariat est réalisé avec la société Zagtoon et Julian Zag (via la société Florida Riviera) devient investisseur et conseiller stratégique au sein de la société, mais les changements qu'il impose mettent l'entreprise en difficulté.
Le lundi 15 janvier 2024, le tribunal de Strasbourg ordonne la liquidation judiciaire de la société CréaLettres et signe ainsi la fin d’Epopia.

## Structure
Epopia compte début 2019 une vingtaine de salariés, écrivains, graphistes, illustrateurs, orthophonistes, programmeurs. La logistique inhérente au courrier, qui rassemble impression, mise sous pli et affranchissement des lettres destinées aux enfants, a été confiée à l'Association des paralysés de France, dont elle remporte en 2016 le trophée Coup de cœur.

### Sites externes
- Site officiel